# 168 Sibylla
För andra betydelser, se Sibylla.
168 Sibylla eller 1949 MO är en asteroid upptäckt 28 september 1876 av den kanadensisk-amerikanske astronomen James Craig Watson i Ann Arbor. Asteroiden namn anspelar på det latinska ordet för en grekisk kvinnlig profet, Sibylla.
Den tillhör asteroidgruppen Cybele.